# Sanrio

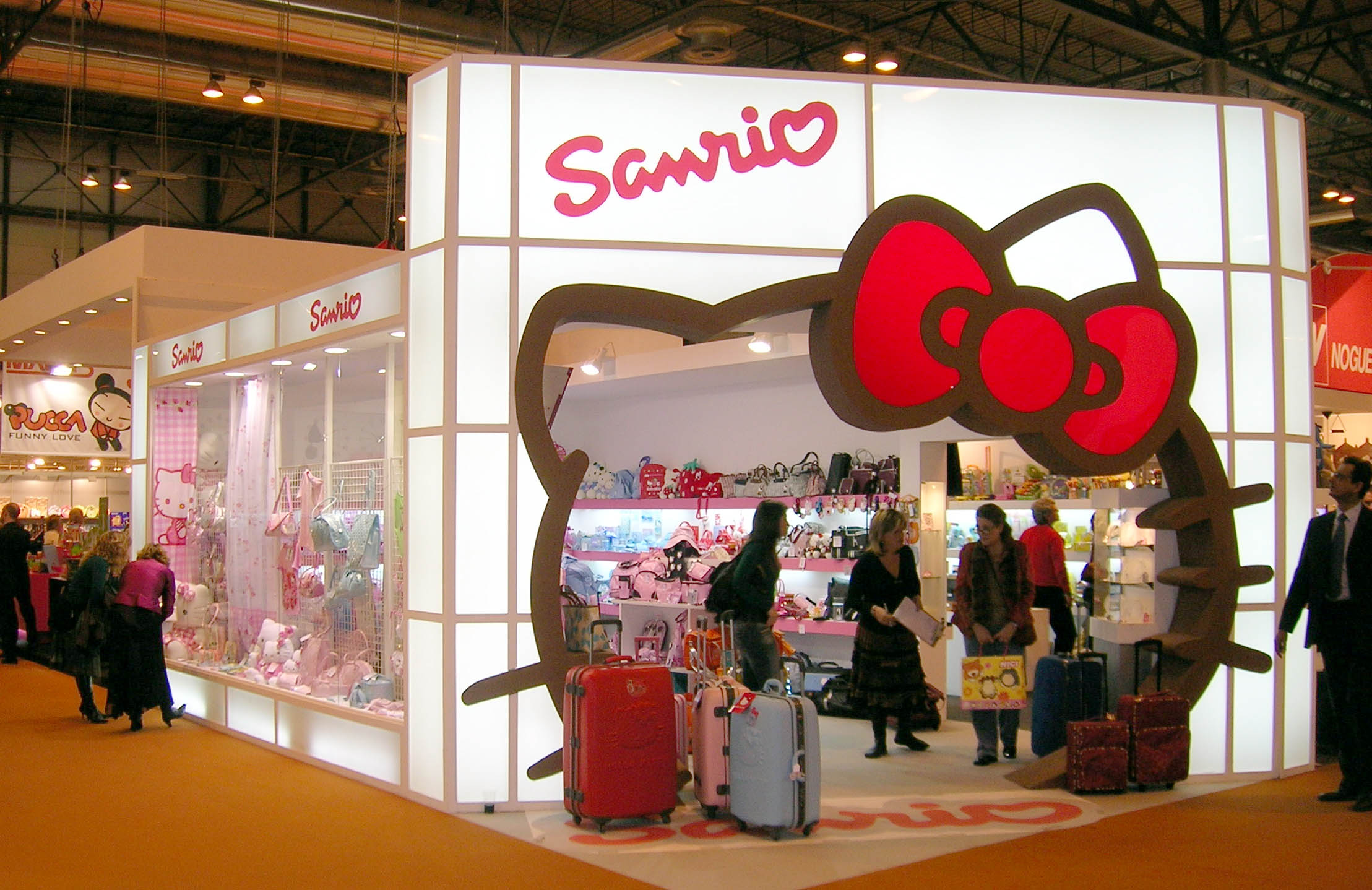
Jeden z europejskich sklepów sieci Sanrio

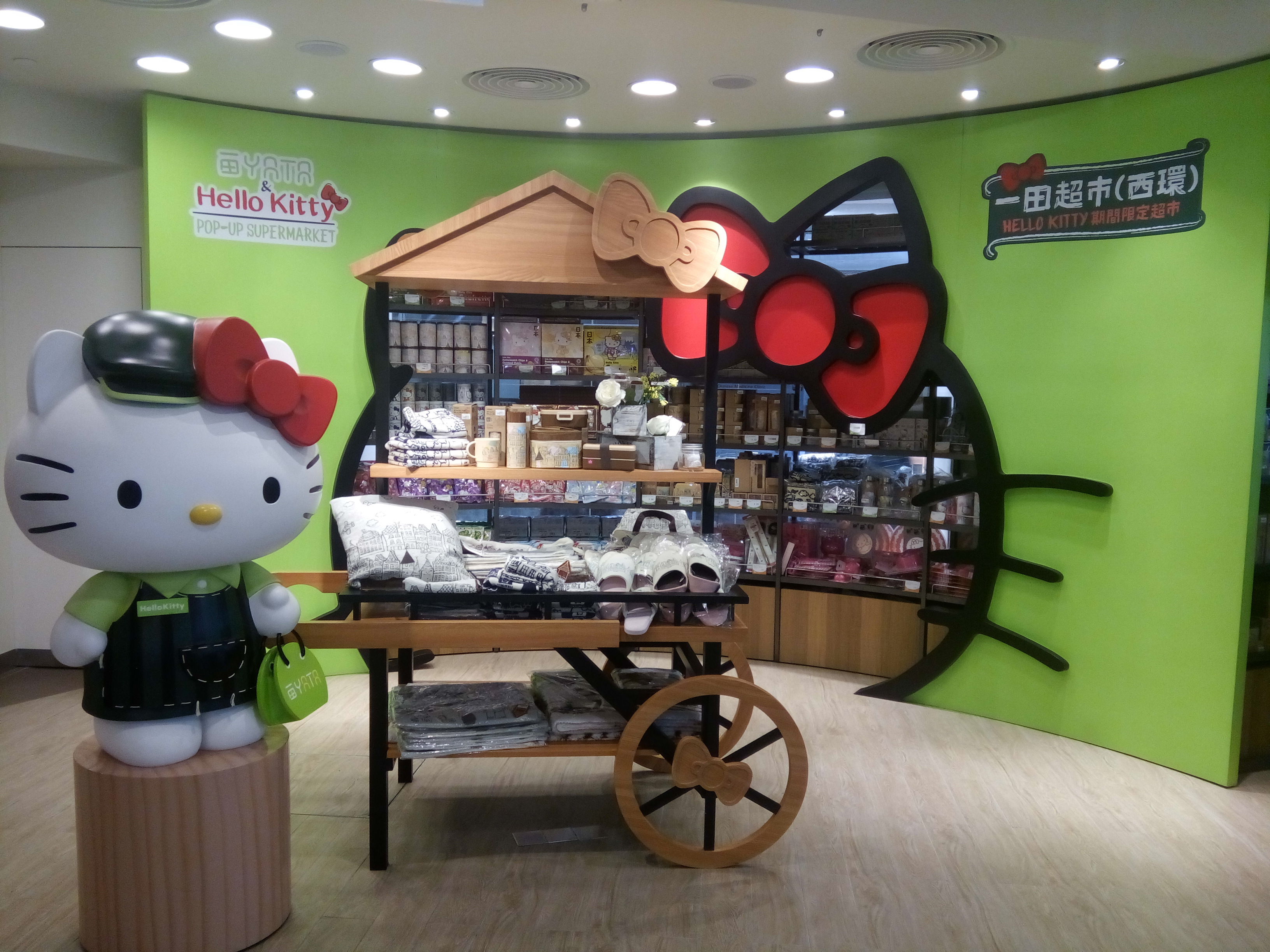
Hello Kitty w Hongkongu

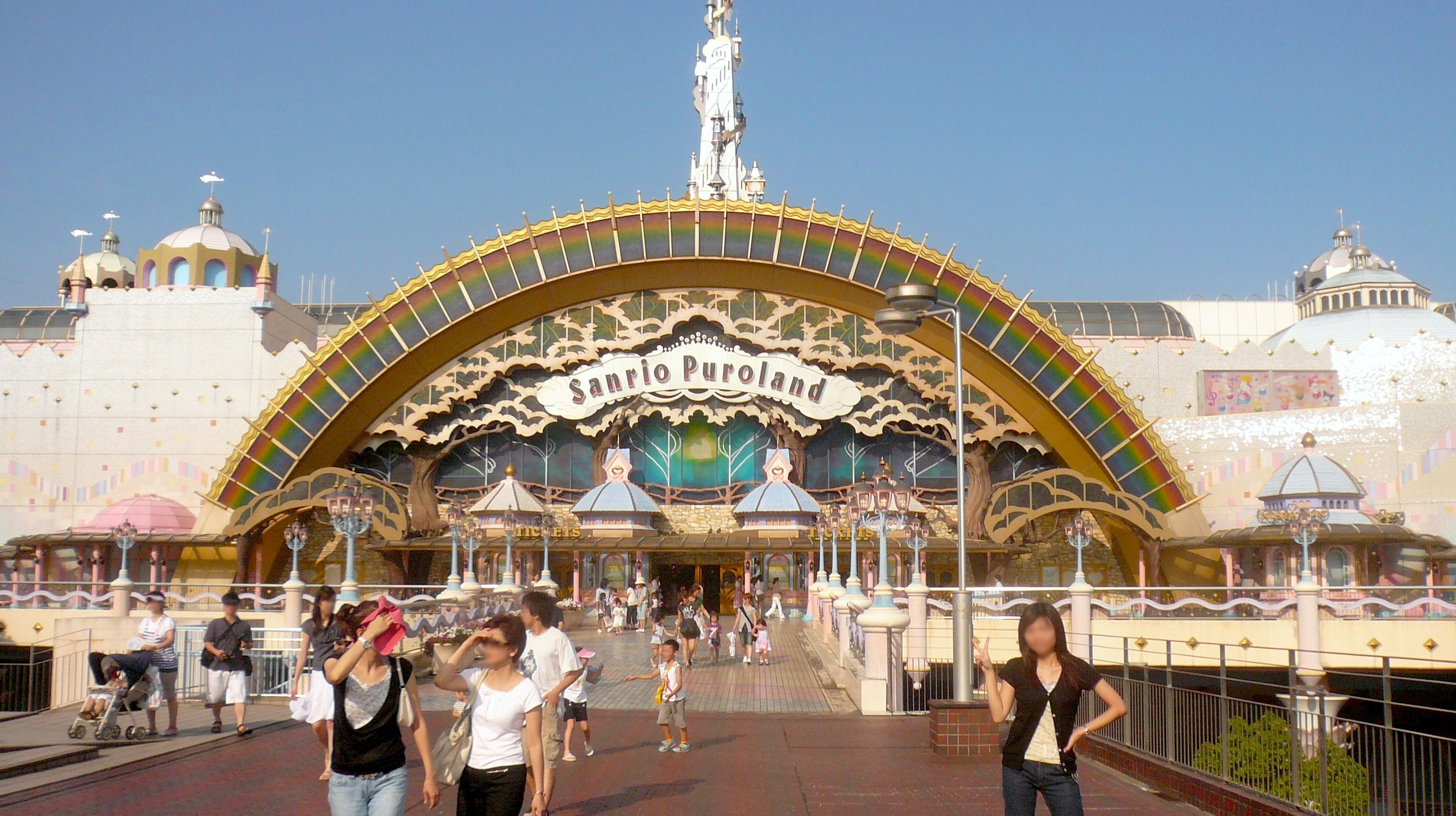
Sanrio Puroland

Sanrio Co., Ltd. (jap. 株式会社サンリオ Kabushiki-kaisha Sanrio) (TYO: 8136) – japońskie przedsiębiorstwo, które tworzy projekty własnych bohaterów oraz sprzedaje i licencjonuje różne markowe produkty z nimi. Ich towary to m.in.: artykuły papiernicze i szkolne, upominki, akcesoria.

## Powstanie firmy
Dążąc do stworzenia nowego rodzaju biznesu komunikacji społecznej, Shintarō Tsuji, założył w 1960 roku Yamanashi Silk Center Co., Ltd. w Tokio z kapitałem początkowym wynoszącym 1 milion jenów. Przedsiębiorstwo produkowało serię towarów, przedstawiających stworzone przez siebie postacie, na różne okazje. W roku 1973 przedsiębiorstwo zostało przemianowane na Sanrio Co., Ltd.

## Zakres działalności
- Planowanie i sprzedaż upominków z zakresu komunikacji społecznej
- Planowanie i sprzedaż kart okolicznościowych
- Planowanie i sprzedaż książek
- Obsługa restauracji
- Produkcja, promocja i dystrybucja filmów
- Produkcja i sprzedaż filmów i płyt DVD
- Planowanie i prezentacja musicali, występów na żywo
- Licencjonowanie praw autorskich
- Planowanie i obsługa parków rozrywki[1]

Najlepiej znaną postacią Sanrio jest Hello Kitty, biała kotka z czerwoną kokardką, nieposiadająca ust. Hello Kitty jest jedną z marek, które odniosły największy na świecie sukces.
Poza sprzedażą towarów z własnymi bohaterami, Sanrio bierze również udział w produkcji i dystrybucji filmów. Uczestniczy w przemyśle spożywczym, mając koncesję na KFC w Saitamie. Posiada prawa do postaci z Peanuts na terenie Japonii oraz przedsiębiorstwo zajmujące się animatroniką, o nazwie Kokoro Co., Ltd. (kokoro oznacza po japońsku „umysł”, „serce”, „duch”, „dusza”), najlepiej znanego z produkcji androidów Repliee Q1.
Sanrio jest największym producentem kartek okolicznościowych w Japonii. W roku 2002 wstąpiło w spółkę biznesową z Walt Disney Company w tym sektorze.
Hello Kitty została stworzona jako jedna z pierwszych postaci Sanrio w 1974 i wydana w 1975 roku. Popularna kotka bez ust przez lata znosiła wzloty i upadki w sprzedaży, jednak zawsze była najbardziej dochodową dla Sanrio marką. Inne zauważalne na przestrzeni lat postaci to: The Little Twin Stars (stworzone przez samego Tsuji), My Melody, Keroppi, Tuxedo Sam, Badtz-Maru, Tenorikuma, Usahana, Pochacco, Chococat i Cinnamoroll. Sanrio nieprzerwanie dodaje nowe postaci do swojej linii (do trzech rocznie), co wpływa na to, że niektórzy starsi bohaterowie są wycofywani ze sprzedaży. Jedne z nowszych zdobyczy Sanrio to: Charmmy Kitty (kot Hello Kitty), Kuromi (rywal My Melody) i Chi Chai Monchan (różowa małpka z bananami na głowie). Przez pewien czas stworzony przez Osamu Tezukę mały kucyk o imieniu Unico, który wziął udział w dwóch filmach anime na początku lat 90., również był częścią imperium Sanrio. Po śmierci Tezuki w 1989 roku prawa do niego zostały przekazane własnej firmie Tezuki.
W roku 2004 Sanrio otrzymało nagrodę „Top Brand with a Conscience” przyznaną przez szwedzką Medinge Group. Nagroda ta przyznawana jest firmom, które osiągają humanitarne, pro środowiskowe lub społeczne cele, odznaczając się przy tym sukcesami na polu komercyjnym. Przedsiębiorstwo partneruje UNICEF-owi od 1984 roku.
Sanrio posiada dwa parki rozrywki w Japonii, Sanrio Puroland w Tokio i Harmonyland w Ōita, Kiusiu.
Sanrio Inc., amerykańskie przedsiębiorstwo podległe Sanrio produkujące większość towarów, które można kupić w sklepach posiadających licencję firmy, jest zlokalizowane w południowym San Francisco, w Kalifornii. Pierwszy sklep Sanrio na zachodniej półkuli został otwarty w Eastridge Mall, w San Francisco. Na terenie USA znajduje się osiemnaście punktów sprzedaży. W roku 2005 Sanrio otworzyło pierwszy ekskluzywny butik o nazwie Momoberry w Beverly Center, Los Angeles.
W 2006 roku Sanrio weszło w spółkę z Typhoon Games i utworzyło Sanrio Digital, aby rozpowszechniać swoje marki przez Internet, gry online i serwisy komórkowe, powiększając przy tym dochody.
"The Adventure of Hello Kitty & Friends" jest pierwszym kiedykolwiek zrobionym serialem telewizyjnym z animacją 3D. Animacja jest licencjonowana przez Sanrio Digital i wyprodukowana przez Dream Cortex. Pierwszy sezon składający się z 26 odcinków miał premierę w wybranych stacjach telewizyjnych Europy i Azji od początku pierwszego kwartału 2008 roku.

## Postacie Sanrio
- Badtz-Maru
- Bunny and Mattie
- Button Nose
- Charmmy Kitty
- Cheery Chums
- Cherinacherine
- Chibi-maru
- Chi Chai Monchan
- Chirin
- Chococat
- Cinnamoroll
- Cinnamoangels
- Coro Coro Kuririn
- Dear Daniel
- Deery Lou
- Den Den
- Doki Doki Yummychums
- Fairy Florence
- Flint the Time Detective
- Frooliemew
- Gudetama
- Hangyodon
- Hello Kitty
- Hoshinowaguma
- Jumbo
- Keroppi Hasunoue
- Kuromi
- Landry
- Little Twin Stars
- Marron Cream
- Masyumaro
- Mimmy
- Monkichi
- My Melody
- Nyago
- Pandapple
- Pankunchi
- Patapatapeppy
- Patty & Jimmy
- Pekkle
- Picke Bicke
- Pink no Corisu
- Pinki Lili
- Pippo
- Pochacco
- Pokopon
- Purin
- Pururun Kyupi
- Robowan
- Ruby
- Shinkansen
- Spottie Dottie
- Spunky Burro (pierwsza postać Sanrio)
- Strawberry King
- Sugarbunnies
- Sweet Coron
- Tabo
- Tenorikuma
- Tuxedo Sam
- Unico (pierwotnie z Osamu Tezuką)
- U*SA*HA*NA
- Winkipinki
- Zashikibuta
- Sugarminuets
- Nyokki & Penne
- Jewelpet

## Filmografia
Od roku 1977 do 1985 roku Sanrio wyprodukowało dzięki swojej wytwórni Sanrio Films następujące filmy:
- Little Jumbo (1977) (Chiisana Jumbo)
- Ringing Bell (1978) (Chirin no Suzu or Bell of Chirin)
- The Mouse and His Child (1978) (Oyaro Nezumi no Fushigina Tabi lub The Wonderful Journey of the Mouse Family)
- Metamorphoses/Winds of Change (1978) (Orpheus no Hoshi lub Orpheus of the Stars)
- The Glacier Fox (1979) (Kita-Kitsune Monogatari lub The Story of the Northern Fox)
- Nutcracker Fantasy (1979) (Kurumiwari Ningyo lub The Nutcracker)
- Unico (1979)
- The Sea Prince and the Fire Child (1981) (Sirius no Densetsu lub Legend of Sirius)
- The Fantastic Adventures of Unico (1981) – z Tezuka Productions i Madhouse Studios
- Unico in the Island of Magic (1983) (Yuniko: Maho no Shima he) – z Tezuka Productions
- Oshin (1984)
- A Journey Through Fairyland (1985) (Yosei Florence lub Florence the Fairy)
- Mouse Story: George and Gerald’s Adventure (2007) (Nezumi Monogatari: George To Gerald no Bouken) – z Madhouse Studios
- Cinnamoroll: The Movie (2007) – z Madhouse Studios
- The Adventures of Hello Kitty & Friends (2008) – z Dream Cortex i Sanrio Digital

## Literatura
Sanrio wydaje wiele książek opowiadających o swoich bohaterach. Ponadto, wydają oni artbooki (jak na przykład autorstwa Keibun Ōta) oraz inne książki. Wydawane są one w wielu językach, włączając w to japoński i angielski.